# 汾陽寺
汾陽寺（ふんようじ）は、岐阜県関市武芸川町にある臨済宗妙心寺派の寺院である。山号は乾徳山、本尊は釈迦牟尼如来である。寺の名前を冠した汾陽寺山の谷合にある。

## 歴史
嘉吉元年（1441年）に斎藤利永を開基、雲谷玄祥を開山として創建された。玄祥在住時には特芳禅傑や悟渓宗頓が参禅している。玄祥の示寂後に寺は衰微したが、斎藤利国が悟渓宗頓を中興開山として再建している。戦国時代には織田信長から放逐された安藤守就がその叔父で当寺住職をしていた湖淑を頼り隠棲していた他、近隣に住んでいた春日局が度々訪れたとされる。元禄7年（1694年）に尾張藩の命により近隣の禅寺である道樹寺、清泰寺、竜門寺、竜吟寺、龍福寺、陽徳寺が1年ずつ輪番で守っていたが嘉永4年（1851年）以降独住となっている。本堂は元治元年（1864年）、庫裏は明治24年（1891年）の建築である。
「絹本著色仏涅槃図（けんぽんちゃくしょくぶつねはんず）」は平安時代末期の作で、国の重要文化財に指定されている（2016年（平成28年）8月17日指定・奈良国立博物館寄託）。
他に大般若経を寺宝として有するほか、日峰宗舜書状、足利将軍の御教書、美濃斎藤氏からの禁札、応永22年の屋敷売券などが伝えられている。

## 文化財

### 重要文化財
- 絹本著色仏涅槃図　奈良国立博物館寄託

### 関市指定文化財
- 青茶碗4点
- 水呑2点
- 青香炉2点
- 香箱2点